# 西耶·约恩森
西耶·约恩森（挪威語：Silje Jørgensen，1977年5月5日—），挪威女子足球运动员。她曾代表挪威参加2000年夏季奥林匹克运动会足球比赛，获得一枚金牌。她也曾参加1999年世界杯女子足球赛。